# Матс Лілієнберг
Матс Лілієнберг (швед. Mats Lilienberg, нар. 22 грудня 1969, Воллше) — шведський футболіст, що грав на позиції нападника, зокрема за «Треллеборг» та «Мальме», а також національну збірну Швеції.
Триразовий чемпіон Швеції.

## Клубна кар'єра
У дорослому футболі дебютував 1989 року виступами за команду «Воллше» з рідного муніципалітету, згодом грав за «Шебу».
Своєю грою за останню команду привернув увагу представників тренерського штабу клубу «Треллеборг», до складу якого приєднався 1990 року. Відіграв за команду з Треллеборга наступні чотири сезони своєї ігрової кар'єри. Більшість часу, проведеного у складі «Треллеборга», був основним гравцем атакувальної ланки команди. У складі «Треллеборга» був одним з головних бомбардирів команди, маючи середню результативність на рівні 0,45 гола за гру першості. В сезоні 1993 року з 16-ма забитими голами став одним із двох найкращих бомбардирів чемпіонату Швеції.
Того ж 1993 року забивного форварда запросив до своїх лав німецький «Мюнхен 1860». У новій команді мав проблеми з потраплянням до основного складу і 1995 року повернувся на батьківщину, ставши гравцем «Гетеборга», де провів два сезони.
1997 року перейшов до «Гальмстада», у складі якого у першому ж сезоні удруге у кар'єрі став найкращим бомбардиром шведської першості і допоміг команді стати чемпіоном країни. Загалом відіграв за неї два роки.
З 1999 року протягом трьох сезонів захищав кольори «Мальме», після чого повернувся до «Треллеборга». В обох командах був важливим гравцем нападу. Виступами за останню з них і завершив виступи на професійному рівні у 2004 році.

## Виступи за збірну
1993 року дебютував в офіційних матчах у складі національної збірної Швеції.
Загалом протягом шестирічної кар'єри в національній команді провів у її формі 6 матчів, забивши 1 гол.

## Титули і досягнення

### Командні
- Чемпіон Швеції (3):

«Гетеборг»: 1995, 1996
«Гальмстад»: 1997

### Особисті
- Найкращий бомбардир чемпіонату Швеції (2):

1993 (18 голів), 1997 (14 голів)